# Luigi Roveda
Luigi Roveda (Novi Ligure, 20 gennaio 1936 – Milano, 11 aprile 2005) è stato un politico italiano.